# Gaius Aurelius Atilianus
Gaius Aurelius Atilianus war ein im 2. Jahrhundert n. Chr. lebender Angehöriger des römischen Ritterstandes (Eques).
Durch eine Inschrift, die in Cluj-Napoca gefunden wurde, ist ein Gaius Aurelius Atilianus als procurator Augusti belegt. Durch zwei Militärdiplome, die z. T. auf den 21. Juli 164 datiert sind, ist belegt, dass ein Aurelius Atilianus 164 Kommandeur der Ala Siliana war, die zu diesem Zeitpunkt in der Provinz Dacia Porolissensis stationiert war. Vermutlich handelt es sich um dieselbe Person, da auch in anderen Fällen belegt ist, dass ein Kommandeur der Ala Siliana zum Prokurator der Provinz Dacia Porolissensis ernannt wurde.